# Vanuatu
Vanuatu (régebbi nevén: Új-Hebridák) a Csendes-óceán délnyugati részén, Melanéziában, Új-Kaledóniától északkeletre, a Korall-tenger keleti szélén található. A vulkanikus eredetű szigetvilág Ausztráliától kb. 1750 km-re északkeletre, Új-Guineától keletre, a Salamon-szigetektől délkeletre és a Fidzsi-szigetektől nyugatra fekszik.
Az európaiak által 1606-ban felfedezett szigetcsoport a következő évszázadban James Cooktól kapta az "Új-Hebridák" nevet. Ezt követően folyamatos gyarmatosítást élt meg. 1980-ban függetlenné vált és az új „Vanuatu” név gyorsan felváltotta a korábbi, európai nevet.
Vanuatu tagja az ENSZ-nek, a Nemzetközösségnek, a Csendes-óceáni Közösségnek és a Csendes-óceáni Fórumnak.

## Etimológia
A Vanuatu név a vanua (= "föld" vagy "otthon") szóból származik, amely számos ausztronéz nyelvben előfordul.

## Földrajz

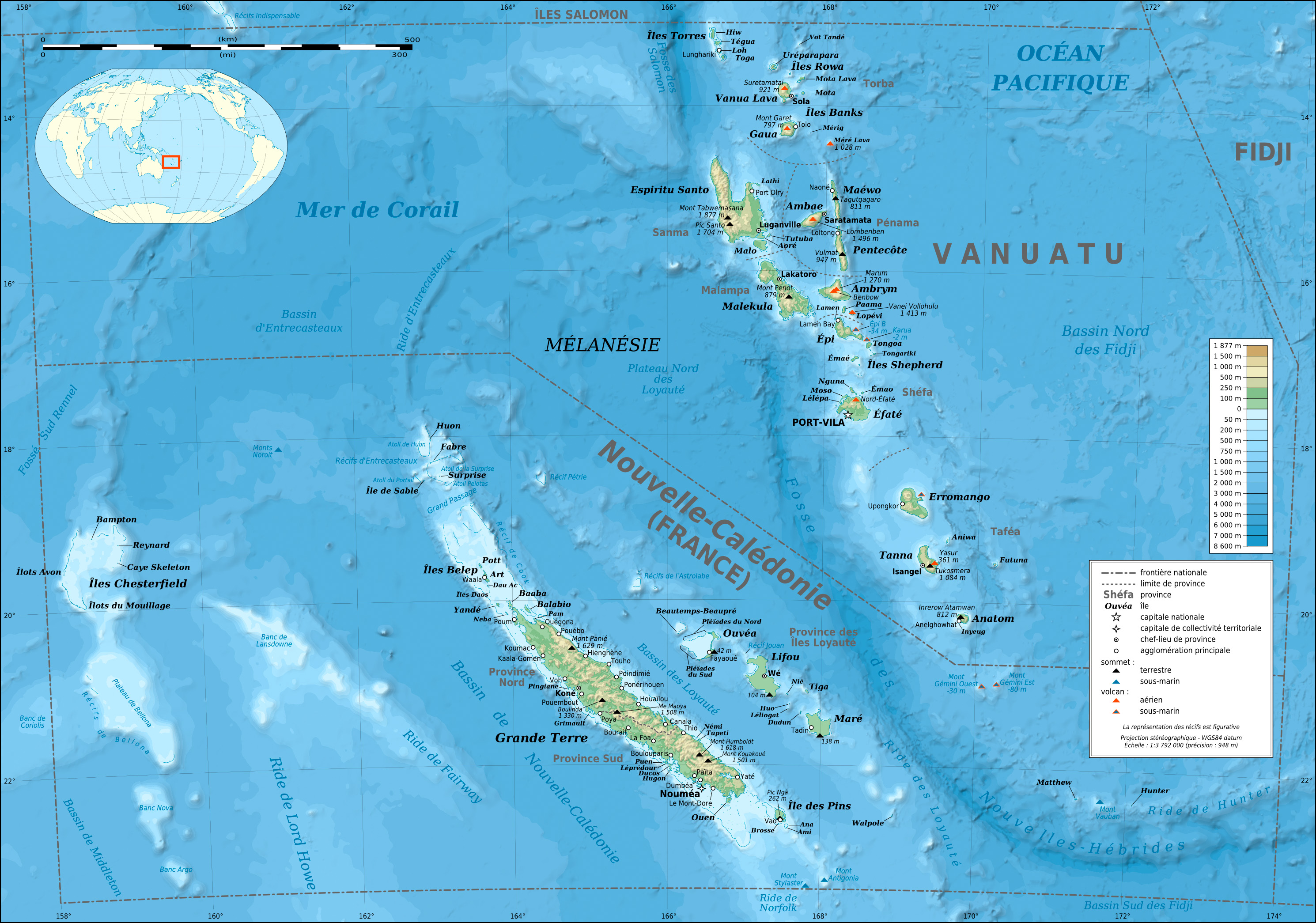
Vanuatu és Új-Kaledónia térképe

### Domborzat
Az ország egy szigetcsoport 12 nagyobb és több mint 60 kisebb, vulkanikus korallszigetén fekszik. A legészakibb és a legdélibbek között 850 km a távolság. 1500 km-re található Ausztráliától és 500 km-re Új-Kaledóniától. Keletre a Fidzsi-szigetek, északra a Salamon-szigetek határolja.
Több mint 75 szigetből áll. Egybetartozóbb három csoportjának nagyobb szigetei: Espíritu Santo (Marina), Malekula (Mallicollo) és Eromanga (Erromango).
A szigetek hegyei között van néhány működő tűzhányó is. Legmagasabb pontja a Mount Tabwemasana (1879 m).

### Éghajlat
Trópusi éghajlatát májustól októberig a délkeleti passzátszelek enyhítik. Az évi átlagos csapadék 2350 mm, de az északi szigeteken akár a 4000 mm-t is elérheti. Szinte minden hónapban jelentős mennyiségű csapadék esik. A legcsapadékosabb és legmelegebb hónapok decembertől áprilisig tartanak, ami egyben a ciklonszezon is. A kevésbé csapadékos hónapok júniustól novemberig tartanak. A középhőmérséklet egész évben 24 fok körül van.

#### Ciklonok
2015 márciusában a Pam nevű ciklon Vanuatu nagy részét 5. kategóriájú, súlyos károkat okozó és halottakat követelő trópusi ciklonként érintette.
2020 áprilisában a Harold nevű ciklon keresztülhaladt több szigeten és Espiritu Santo Luganville városán, nagy anyagi károkat okozva.

### Élővilág, természetvédelem
Trópusi esőerdei fajokban aránylag szegények. Nagytestű emlősök nem éltek itt az európaiak érkezéséig.
Az egyetlen eredeti szárazföldi emlős a denevérek 12 faja, amelyek közül 4 gyümölcsevő. Az összes többi emlőst ember hozta be: kutyák, sertések, patkányok, egerek, kecskék, szarvasmarhák, lovak, macskák. A polinéz kispatkányfajt endemikusnak tartják, de a közönséges patkányok az európaiakkal együtt honosodtak meg.
A hüllők között 19 gyíkfaj található, köztük 13 vakondgyík (3 endemikus) és 7 gekkó. Az endemikus hüllők között találjuk a „Indotyphlops braminust” , amely csak Vanuatun él. A leguánfajt (Brachylophus fasciatus) az 1960-as években telepítették be a Fidzsi-szigetekről, valamint két kígyófajtát, amelyek ártalmatlanok.
A természetvédelmet egy nemzeti park és 106 más védett terület szolgálja.

### Környezeti ártalmak
Az aránylag gyorsan növekvő lakosság arra kényszerül, hogy túlhalássza a környező vizeket. Az erdőirtás is egyre több kárt okoz. A nagyobb településeken a szemét elhelyezése és a környezetszennyezés jelent gondot.
A Port Vila városközpontja és központi kórháza még 2019-ben sincs ellátva szennyvíztisztító teleppel és a szennyvizet közvetlenül a tengerparti területre és az Ekasup-öbölbe vezetik, ami szintén aggasztó környezetszennyezést okoz.

## Történelem

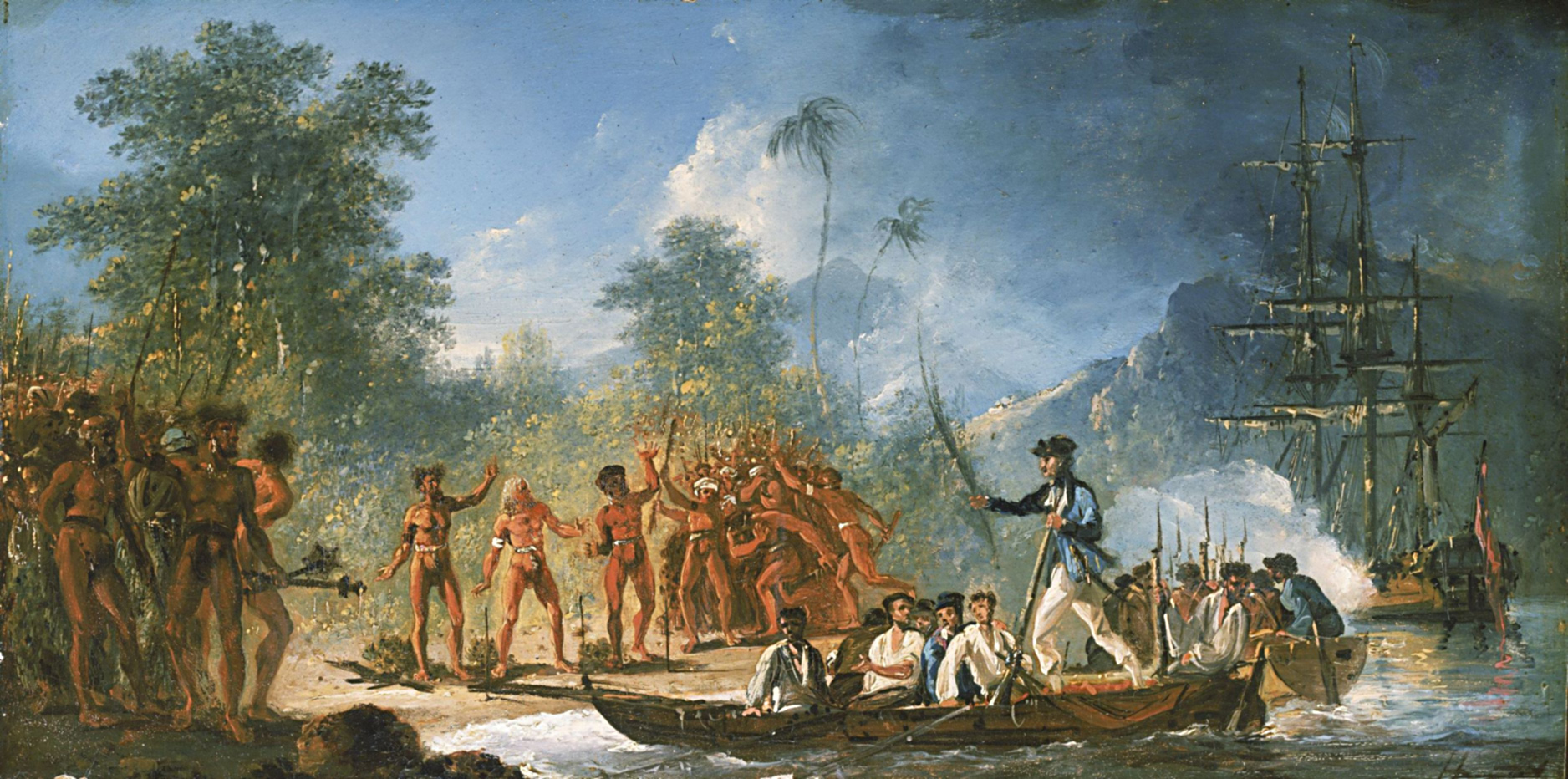
James Cook partra száll a Tana szigeten 1774-ben

Kr. e. 2000 táján melanéziaiak népesítették be. A szigetet a portugál Pedro de Quirós fedezte fel 1606-ban, 1768-ban Bougainville admirális járt ott, majd 1774-ben Cook kapitány térképezte fel, és nevezte el a szigetcsoportot Új-Hebridáknak. 1788-ban a francia La Pérouse expedíciót az utolsó emberig lemészárolták a közeli Vanikoro-sziget lakói. 1879-től néhány évig Efate szigeten létezett egy független köztársaság, Franceville. Ez volt a világon az első állam, ahol bevezették az általános választójogot nemre és fajra való tekintet nélkül, bár csak fehérek tölthettek be választott tisztséget. A brit és francia kereskedelmi érdekek a 19. században közös ellenőrzéssel valósultak meg a szigeten.  Egy 1887-ben született egyezmény után Franciaország és Nagy-Britannia kondomíniuma lett, s a két ország haditengerészetének tisztjeiből alakult bizottság irányította. A behozott betegségektől erősen esett a lélekszám. A második világháborúban a szigetek katonai támaszpontként szolgáltak. 1975-ben belső önkormányzatot kapott. A szigetek 1980-ban önállóvá váltak, de azóta is gondot okoznak a különféle elszakadási kísérletek, és a politikai nyugtalanság is. 1980-ban az Espiritu Santo sziget akart elszakadni a Nagriamel frakció vezetésével, amelynek célja az ún. Vemerana Köztársaság kikiáltása lett volna. A Nagriamelt a franciák támogatták, de a vanuatui kormánynak pápua és salamon-szigeteki segítséggel sikerült legyőznie az espiritu santói szeparatistákat. 1991-től a Mi Földünk Pártja vezetője, Donald Kalpokals volt a köztársaság elnöke.

## Államszervezet és közigazgatás

### Alkotmány, államforma
Az 1980. július 30-án életbe lépett alkotmány szerint Vanuatu elnöki köztársaság, a Brit Nemzetközösség (Commonwealth) tagja.

### Törvényhozás, végrehajtás, igazságszolgáltatás
Vanuatun a végrehajtó hatalmat a Miniszterek Tanácsa gyakorolja, a parlament egykamarás. Az elnök mandátuma 5 évre szól. A miniszterelnököt rendszerint a parlamenti választáson győztes párt, vagy a kormányzó koalíció adja.

### Politikai pártok

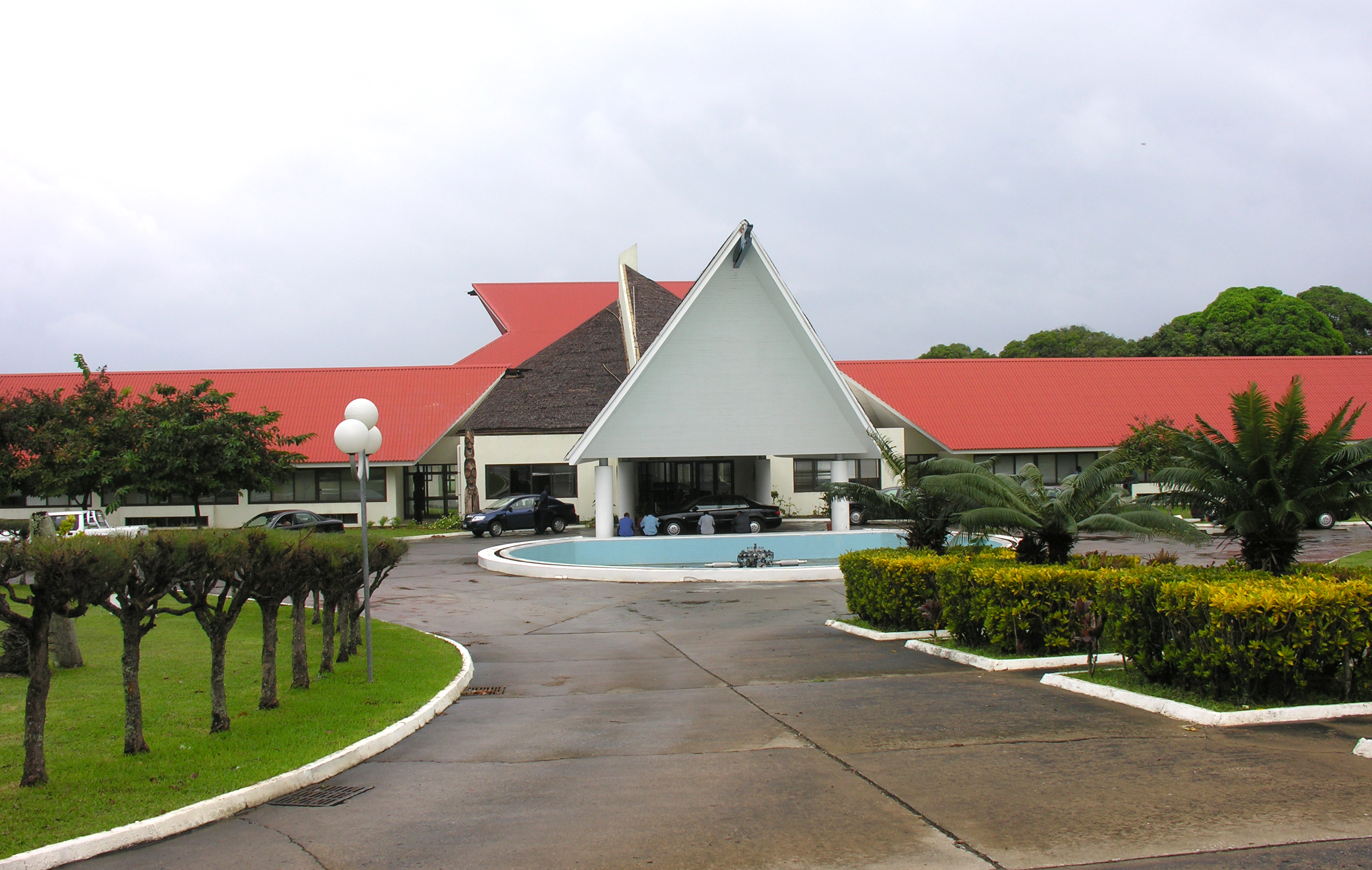
Vanuatu parlamentje

- Vanua'aku Pati
- National United Party
- Union of Moderate Parties
- Vanuatu Republican Party
- Green Confederation
- People’s Progressive Party
- Melanesian Progressive Party
- National Community Association
- People's Action Party
- Namangi Aute

### Közigazgatási beosztás
Vanuatu 1994 óta 6 tartományból áll:
- Malampa (Malakula, Ambrym, Paama)
- Penama (Pünkösd (Pentecost), Ambae, Maewo)
- Sanma (Santo, Malo)
- Shefa (Shepherd-sziget, Éfaté)
- Tafea (Tanna, Aniwa, Futuna, Erromango, Aneityum)
- Torba (Torres-sziget, Banks-sziget)

### Védelmi rendszer
Vanuatu nem rendelkezik önálló hadsereggel. Védelmét, beleértve a rendőrséget is, Ausztrália látja el. Két rendőri szárny van jelen Vanuatun: a Vanuatu Rendőrség (VPF) és egy félkatonai szárny, a Vanuatu Mobil Erők (VMF). A két szárnynak összesen 547 tagja van két főparancsnokságban: az egyik Port Vilában, a másik pedig Luganville-ben található. A két fő rendőrparancsnokságon kívül létezik még négy másodlagos rendőrállomás és nyolc rendőrőrs. Ennek következtében sok a rendőri jelenlétet nélkülöző sziget és több napba is beletelik, mire elérnek egy rendőrséget az ott lakók. Az összesített katonai kiadásokról nem állnak rendelkezésre adatok.

## Népesség

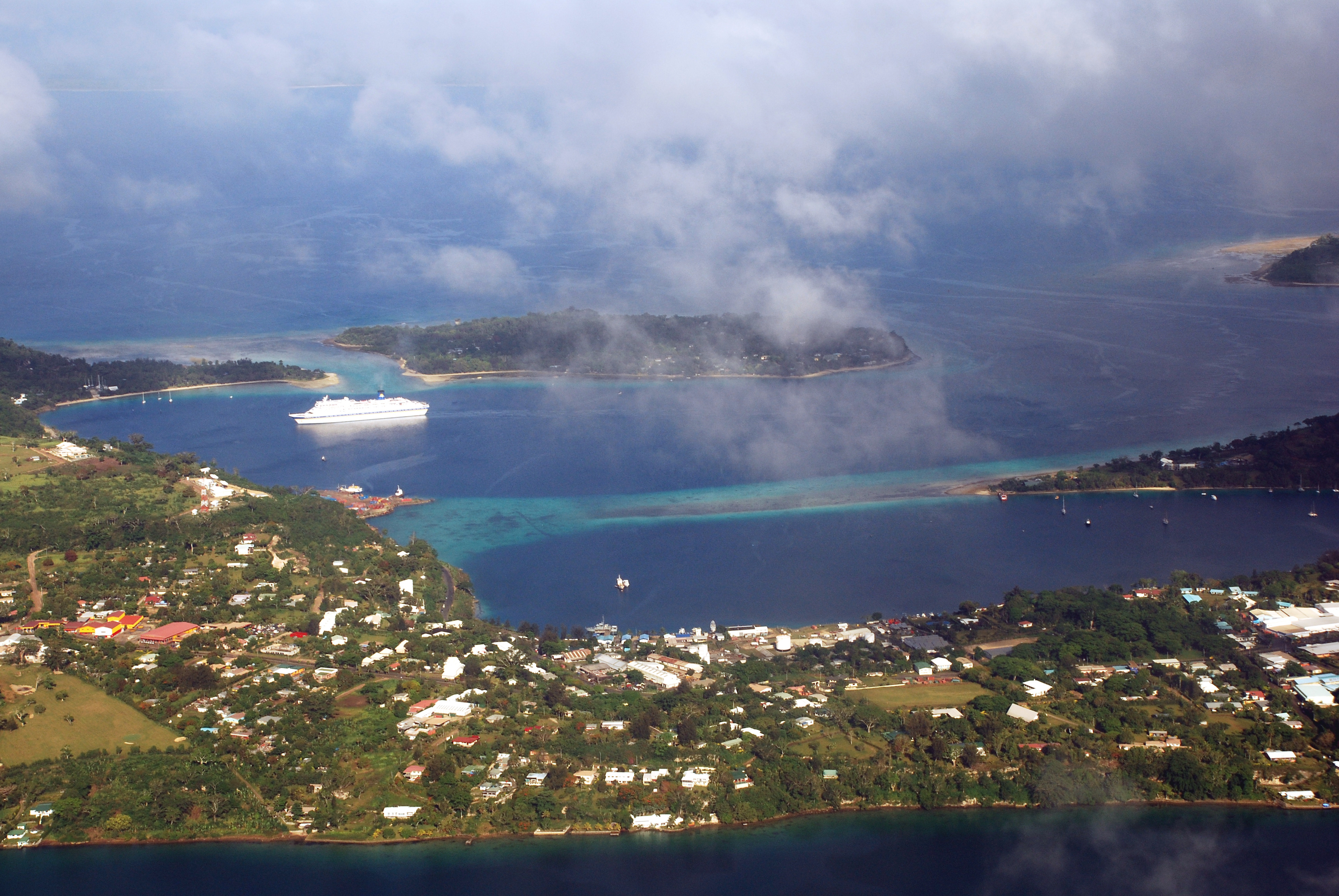
Port Vila

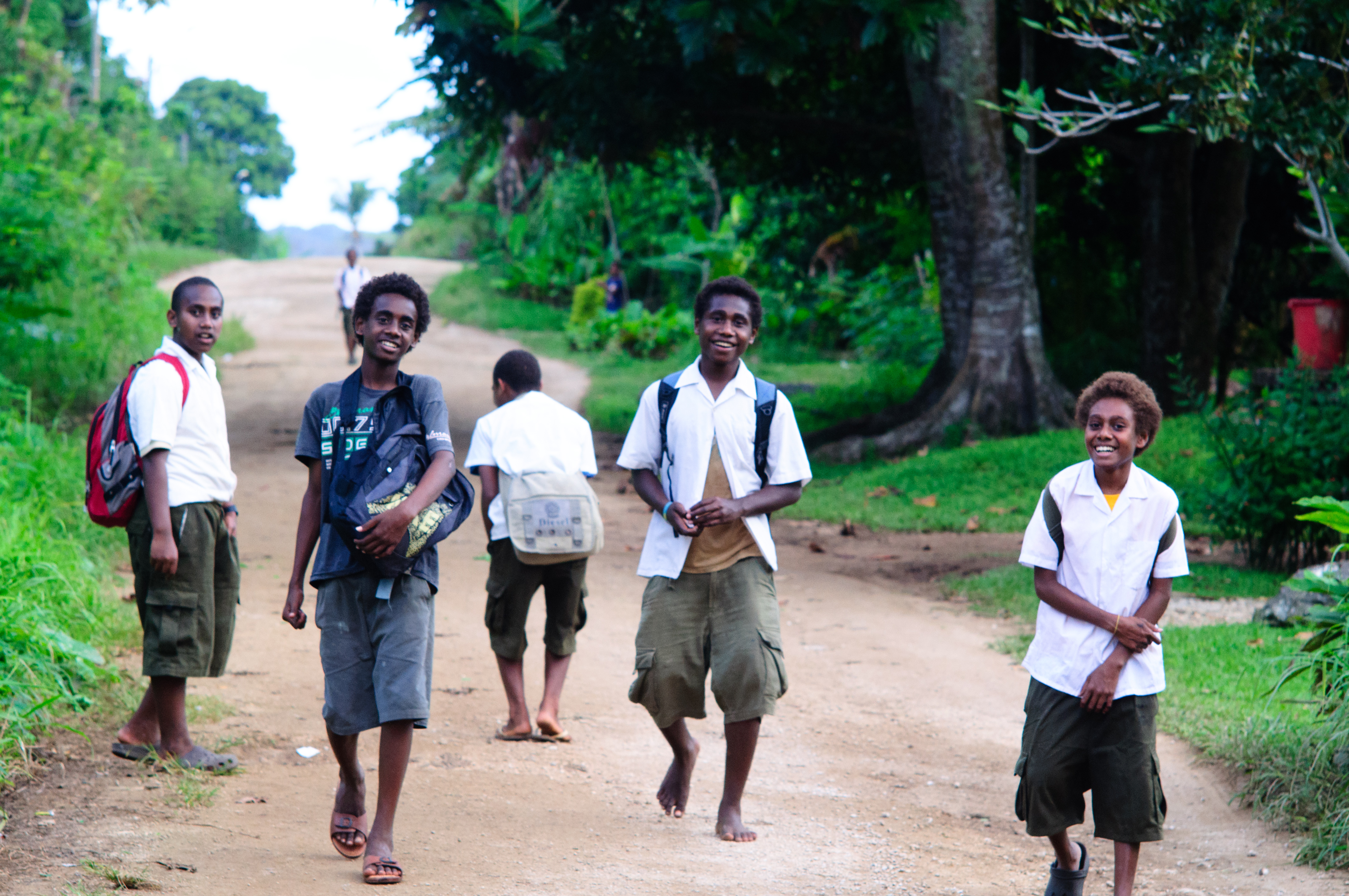
Iskolás gyerekek

### Általános adatok
A népesség 224 564 fő (2011-es adat). A lakosság nagy része vidéken lakik; összetétele: 98,5% melanéz, a többi európai, ázsiai vagy a kontinens más részének őslakosa (például polinéz).
A lakosság 32,6%-a 14 éven aluli, 63,7%-a 14-64 év közötti, 3,7%-a 64 év feletti. A legmagasabb életkor férfiaknál 61, nőknél 64 év.
Kb. 2000-en Új-Kaledóniában dolgoznak.

### Legnépesebb települések
Főbb települések a 2009-es népszámlálás alapján:
- Port Vila 44 ezer fő
- Luganville 13 ezer fő
- Norsup 3 ezer fő.

### Etnikai, nyelvi megoszlás
A három hivatalos nyelv az angol, a francia és a biszlama. Ezeken kívül több mint száz helyi nyelvet beszélnek. Mindezek a nyelvek az óceániai nyelvcsaládhoz tartoznak. Itt a legmagasabb az egy főre eső nyelvek száma a világon.

### Vallási megoszlás
A domináns vallás a kereszténység amelyből a legnagyobb egyházak a presbiteriánus és a katolikus. Sok protestáns egyház van, amelyből még az adventisták felekezete emelhető ki.
A hagyományos vallások és hiedelmek, amelyek például szorosan kapcsolódnak az ősök tiszteletéhez, még mindig élnek, különösen az elszigetelt közösségekben.

## Gazdasága

### Általános adatok
Vanuatu gazdasága négy fő pilléren nyugszik, ezek a mezőgazdaság, a turizmus, az offshore pénzügyi szolgáltatások és a szarvasmarha tenyésztés. Fontos még a halászat is, bár ez nem annyira jövedelmező exporttevékenység. Főbb kiviteli cikkek a kopra, kakaó, marhahús, kava és fa, az országba pedig üzemanyagot, gépeket és berendezéseket illetve élelmiszert importálnak. A bányászat nem túl jelentős. 1978 ban álltak le a mangánbányászattal, majd 2006-ban elhatározták a már kibányászott mangánmennyiség exportját, de ez még nem történt meg napjainkig. Az országnak nincsen kőolajtartaléka. Az adóbevételek zömét a behozatali vámok és a 12,5%-os áfa alkotja. A gazdaság fejlődésének főbb akadályai a viszonylag kevés exportcikk, a természeti katasztrófák, illetve a termelés helye és a felvevőpiacok közötti hatalmas távolság. 1999-ben egy földrengés, majd az azt követő cunami ezreket tett hajléktalanná. Talán részben a rendkívül alacsony adók miatt is ez a világ egyik legboldogabb országa.
A pénzügyi szolgáltatások a gazdaság fontos részét képezik. Vanuatu adóparadicsomnak számít, 2008-ig nem szolgáltatott pénzügyi információkat idegen kormányoknak és szervezeteknek. Nemzetközi - főleg ausztrál - nyomásra a vanuatui kormány azóta javított a pénzügyi átláthatóságon. Vanuatun nincs jövedelemadó, forrásadó, nyereségadó, örökösödési adó vagy árfolyam-szabályozás. Sok hajótársaság működteti hajóit vanuatui jelzésekkel, az adókedvezmények és a kedvező munkaügyi törvények miatt (Vanuatu a Nemzetközi Tengerészeti Szervezet teljes jogú tagja és betartja a szervezet nemzetközi egyezményeit). Vanuatu elismerten "szívességi lobogó" ország. Vanuatu külföldi segélyekben is részesűl, főleg Ausztrália és Új-Zéland részéről.
A gazdasági növekedés 6%-os volt a 2000-es évek elején, sokkal nagyobb, mint a 90-es évekbeli 3%. Az Ázsiai Fejlesztési Bank a vanuatui gazdaságról szóló jelentése vegyes megállapításokkal szolgál. A jelentés szerint a gazdaság bővül és kiemeli a 2003 és 2007 közötti 5,9%-os gazdasági növekedést. Pozitív jelzésként értékeli a kormány reformkezdeményezéseit a gazdaság egyes területein, de leír bizonyos fékező korlátozásokat is, mint pl. a rossz infrastruktúra. Mióta egy magánmonopólium állítja elő a villamos energiát, az elektromos áram költsége a legmagasabbak közé tartozik a Csendes-óceán térségében a fejlődő országok között. A jelentés még megemlíti a gyenge kormányzást és az állam tolakodó beavatkozását a gazdasági folyamatokba, melyek mind-mind csökkentik a termelékenységet. A 2011 márciusi Euromoney Country Risk  rangsor szerint Vanuatu a 173. legbiztonságosabb befektetési hely volt a világon.

#### Mezőgazdaság

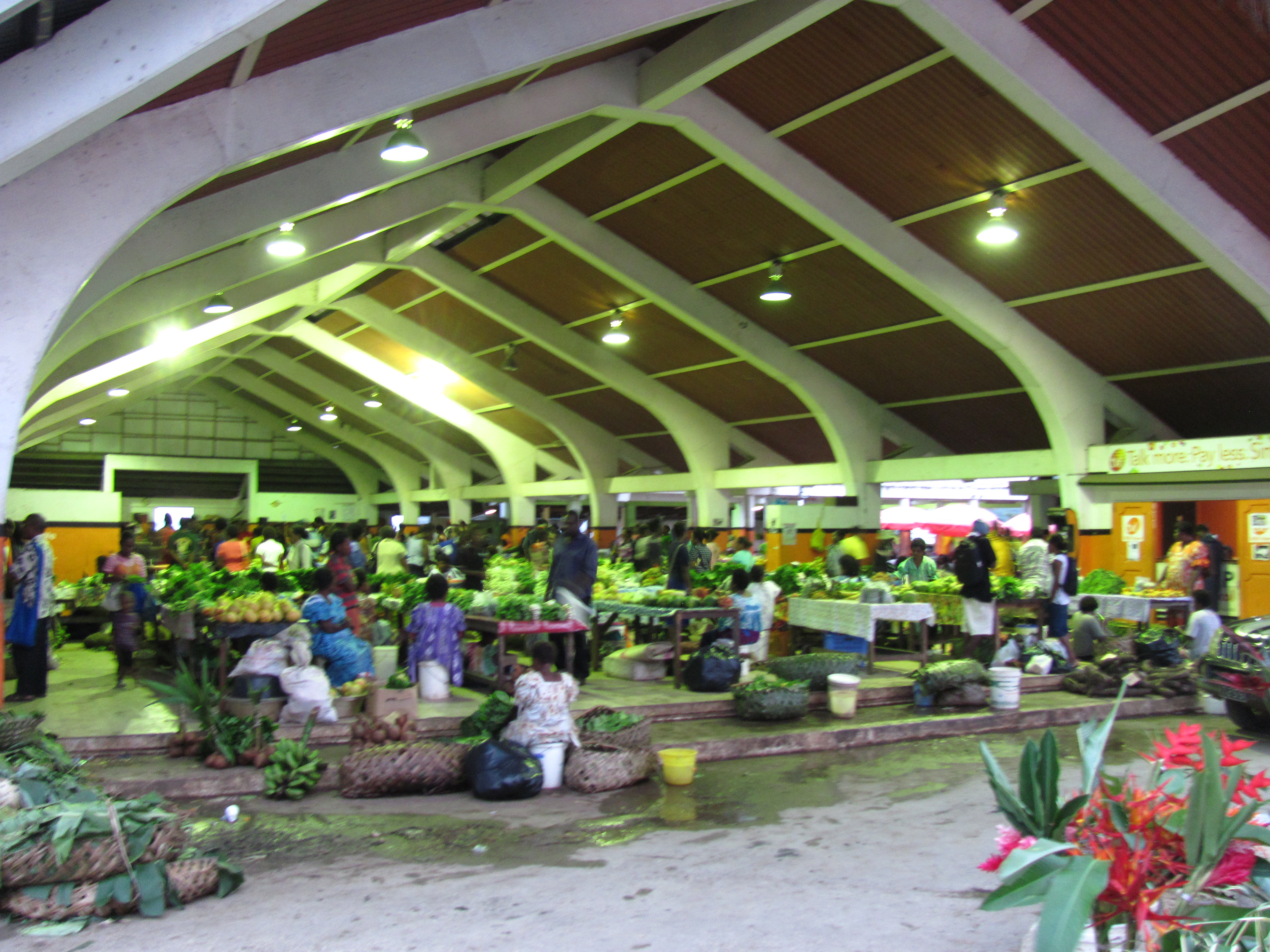
A vásárcsarnok épülete Port Vilában

A lakosság 65%-a dolgozik a mezőgazdaságban. Különösen a kopra- és a kavatermelés ad jelentős jövedelmet, ezért sok farmer már felhagyott az élelmiszernövények termesztésével és inkább a koprajövedelemből fedezi élelmiszer-szükségletét. Kakaót is főleg kivitelre termesztenek. A trópusi éghajlat lehetővé teszi, hogy sokféle gyümölcsöt, zöldséget és fűszernövényt termesszenek, mint, pl. banán, fokhagyma, fejes káposzta, földimogyoró, ananász, cukornád, taró, jamgyökér, görögdinnye, levél fűszerek, sárgarépa, retek, padlizsán, vanília (mind a zöld és füstölt), paprika, uborka, manióka stb.
2007-ben több mint 15 000 háztartás foglalkozott halászattal, 99%-ban saját fogyasztásra, és átlagban hetente háromszor halásztak. Ugyancsak 2007-es adat szerint a következőképpen becsülték meg a különböző megtermelt mezőgazdasági javak értékét (millió vatuban kifejezve): kava (341 millió Vatu), kopra (195), szarvasmarha (135), kerti növények (93) , kakaó (59), erdészet (56), halászat (24), kávé (12).
A szarvasmarha tenyésztés az egyik fő bevételi forrás. Az első állatokat egy James Paddon nevezetű angol ültetvényes hozta be Ausztráliából. Egy 2007-es becslés szerint körülbelül 135 millió vatu értékben exportáltak marhahúst. Átlagban minden háztartás 5 sertést és 16 csirkét tart. A szarvasmarha a "legértékesebb" állatállomány, a sertés és a baromfi a megélhetési mezőgazdaság fontos része.

#### Ipar
Az ipar szerepe nem túl jelentős, megemlíthető az élelmiszer-feldolgozás, a hal és marhahús tartósítása stb.

## Közlekedés

### Légi

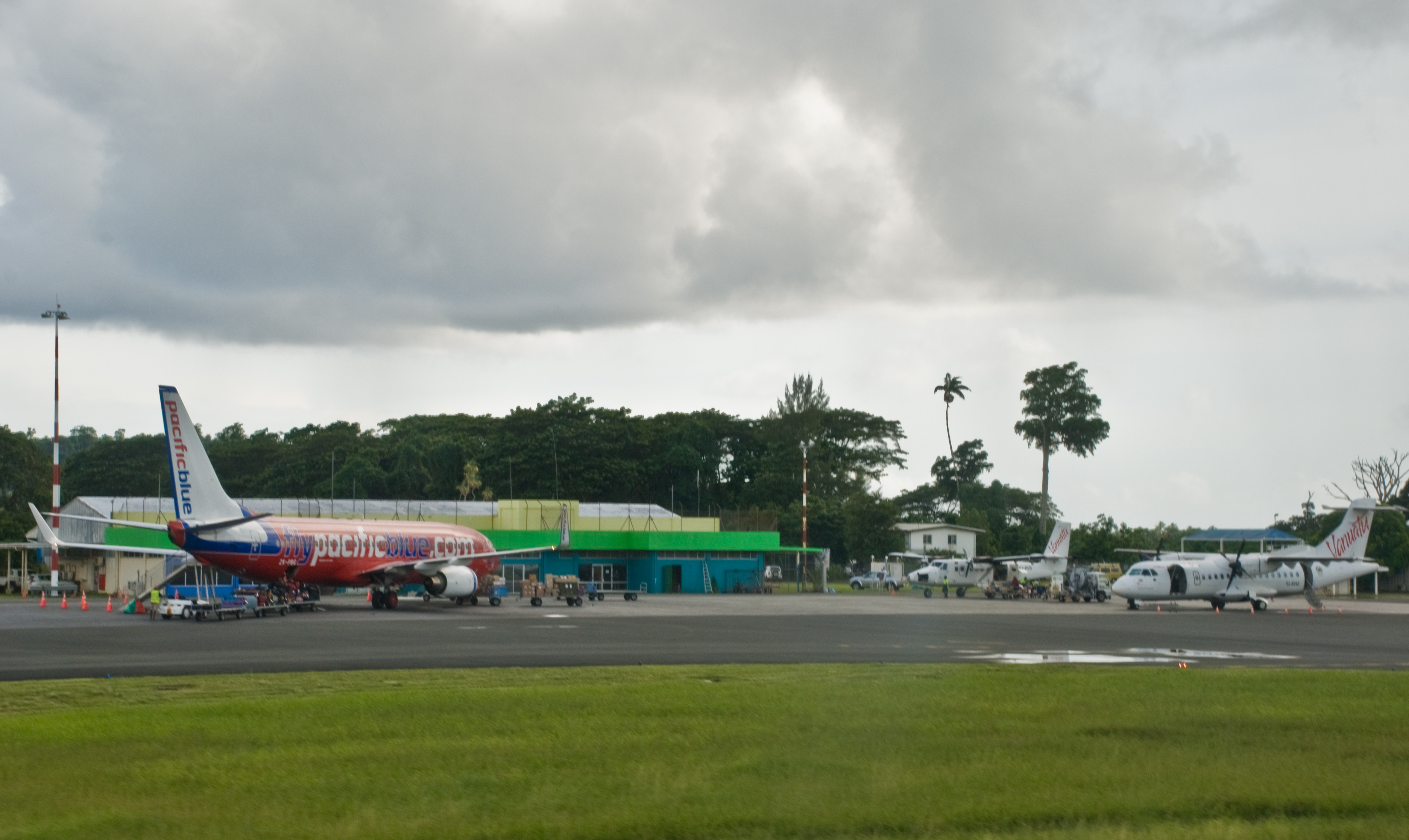
Bauerfield Nemzetközi Repülőtér, Port Vila

Vanuatunak 29 repülőtere van. Ebből a fontosabbak: Bauerfield (Port Vila), Pekoa (Luganville), White Grass (Tanna).

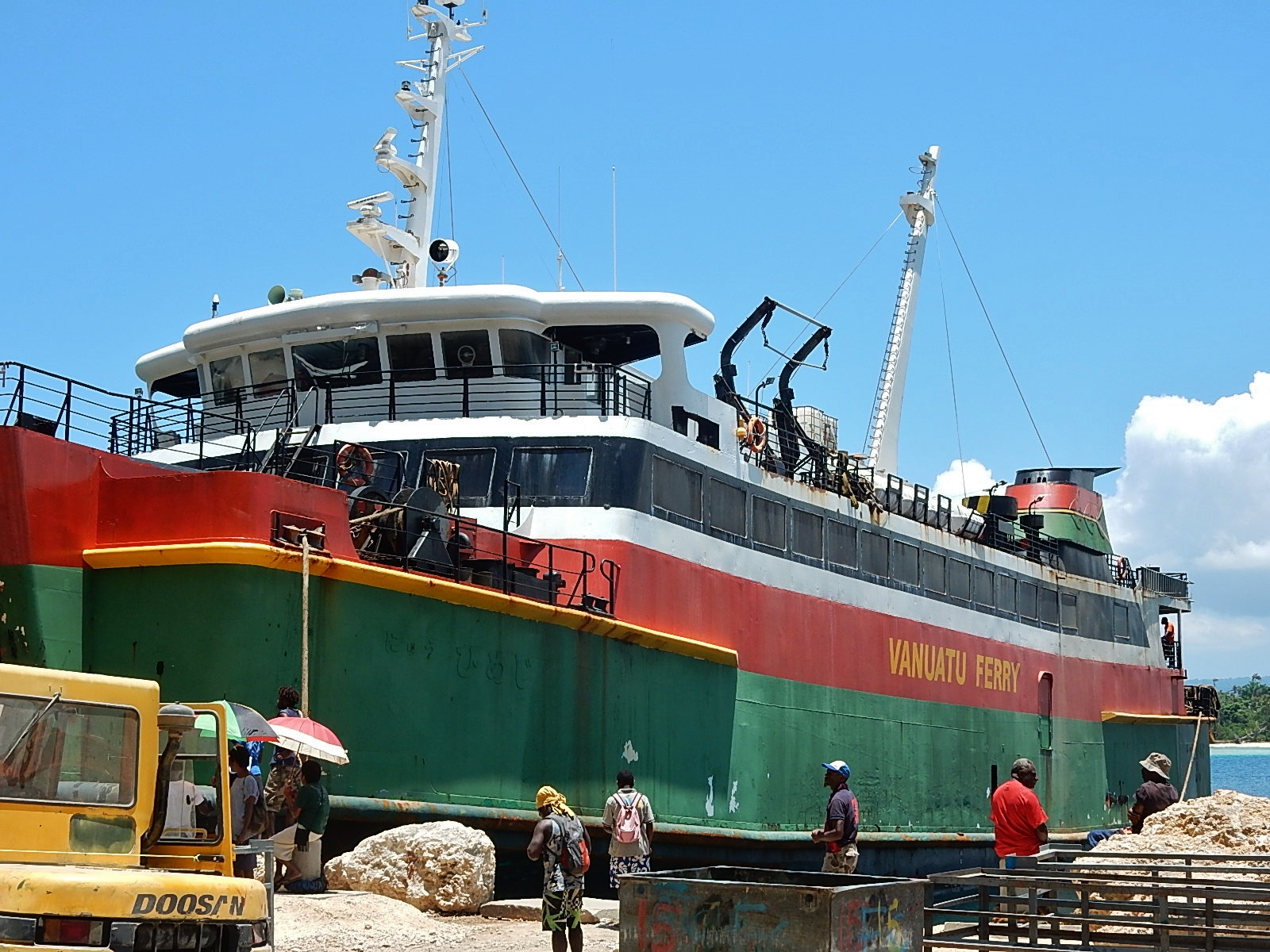
Vanuatui komp

### Vízi
22 kikötő van, amelyek közül öt nyitott a nemzetközi forgalom előtt: Lenakel (Tanna), Litzlitz (Malkula), Sola (Vanua Lava), Loltong (Pünkösd-sz.), Anelgaohat (Aneityum).
A tengerjáró hajóknak 2016-ban öt engedélyezett kikötőjük volt, köztük Port-Vila, Luganville és Champagne Beach.

### Szárazföldi
2010-ben az úthálózatot 1558 km-re becsülték, ennek közel 1/3-a burkolat nélküli volt.
Port Vila fő tömegközlekedési eszköze a kisbusz vagy iránytaxi (közösségi taxi meghatározott útvonal nélkül).

## Telekommunikáció

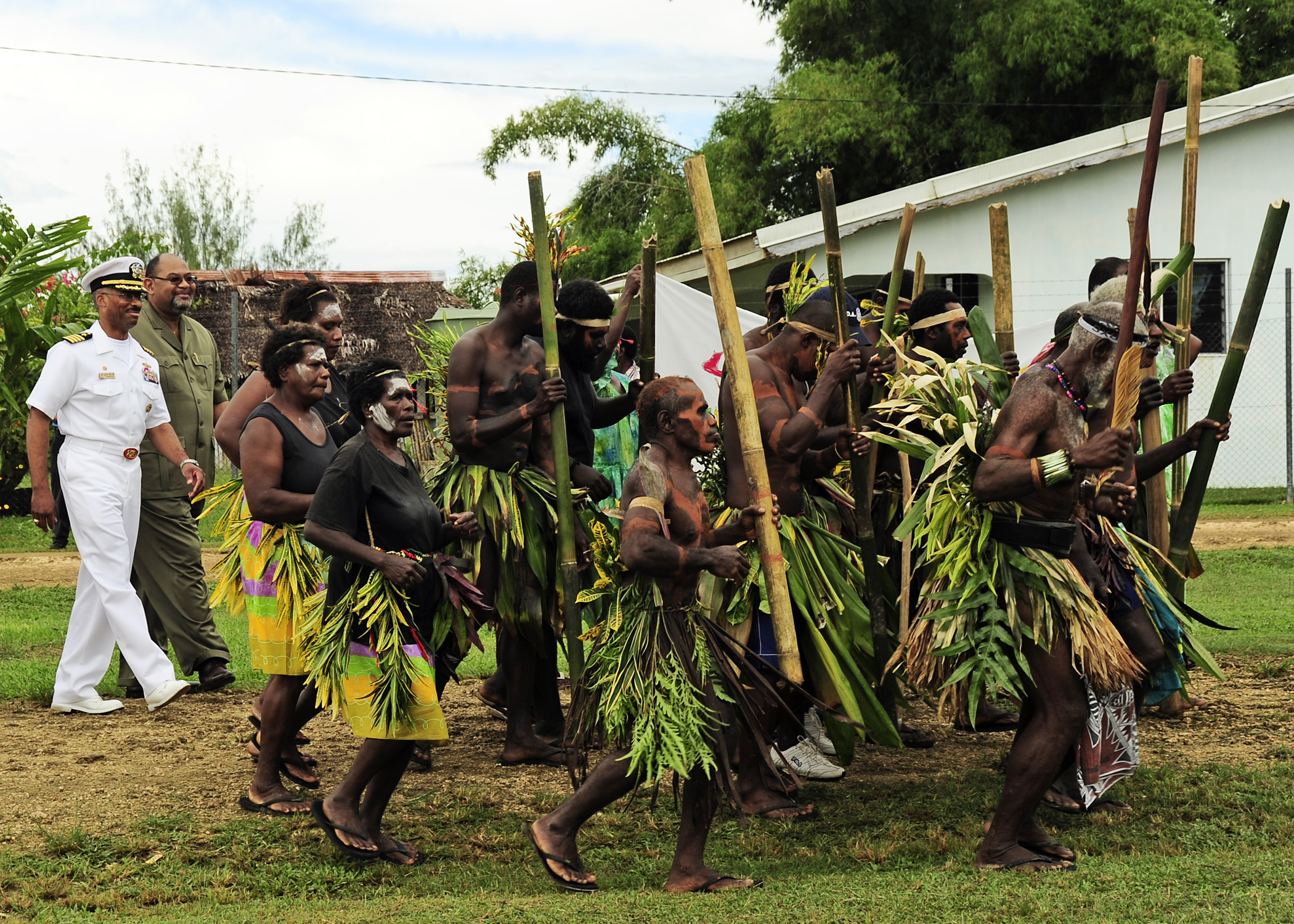
Táncosok

| Hívójel prefix | YJ |
| ITU zóna       | 56 |
| CQ zóna        | 32 |

## Kultúra
Vanuatu megőrizte színes kultúráját és az ősi művészeti tárgyak, a fából készült szobrok, maszkok, dobok, edények a mai napig része a lakosság mindennapjainak. Több szigeten fellelhetőek sziklarajzok, állatfestmények, melyekhez legendák és dalok fűződnek ünnepségeiken.
A kagylóból készült nyak- és bokaláncok, a faragott tálak, maszkok, miniatűr kenuk, állatok, íjak, nyilak, lándzsák szorosan kapcsolódnak a rituális szertartásokhoz.
A Shepherd-szigeteken különösen szép, gyakran faragott alakú madarak és halak is megtalálhatók az edényeken, tálakon.
A fővárosban és Luganville-ben található művészeti múzeumok csodás képet alkotnak a melanéz művészetről és a kultúráról.
A fiatal férfiaknál még mindig hagyomány a rituális körülmetélés.

### Kulturális intézmények

#### Kulturális világörökség
Az UNESCO által elismerten a kulturális világörökség része Roi Mata főnök birtoka.

### Gasztronómia
A helyi konyha alapanyagai a halak, gyökerek (elsősorban taró, tápióka és jam), gyümölcsök (banán, kókusz, papaya, mangó), zöldségek, cukornád, baromfi, kenyérfagyümölcs és a tenger gyümölcsei. A legtöbb család háztájéki kertgazdálkodást folytat és önellátó. Az élelemhiány az országban ritka. Az év nagy részében bőségesen akad papaya, ananász, mangó, édesburgonya és vaddisznóhús. A kókusztejet és a belőle készült tejszínt több ételhez használják ízesítőként. Az ételek többsége főtt vagy párolt, kevés a sült étel. A főzés során a vizet úgy forralják fel, hogy tűzben felhevített követ raknak bele.
Sajátos vanuatui specialitás a lap lap, amely egy tésztaalapú étel. A tésztát taróból, banánból és jamból készítik, banánlevélbe csomagolják, megfőzik, majd kókuszkrémet adnak hozzá. Általában hússal (sertés-, marha-, baromfi- vagy repülőkutyahússal) eszik.
A sziget nemzeti itala a kava, amely enyhén pszichoaktív.

## Turizmus
A turizmus fontos valutabevételi forrás. Vanuatu a búvárturizmus egyik fontos célállomása, ahol gyönyörűen megfigyelhetők a déli Csendes-óceán korallzátonyai. A turizmus 17 százalékkal nőtt 2007 és 2008 között, elérve  a 196 ezret az ide érkező turisták száma. Ez egy meredek emelkedés a 2000-es szintről, amikor csupán 57 000-en keresték fel Vanuatut (ebből 37 000-en Ausztráliából, 8000-en Új-Zélandról, 6000-en Új-Kaledóniából, 3000-en Európából, 1000-en Észak-Amerikából és nagyjából ezren Japánból (az adatok kerekítettek).
Itt található a Million Dollar Point, mely kedvelt búvárhely.

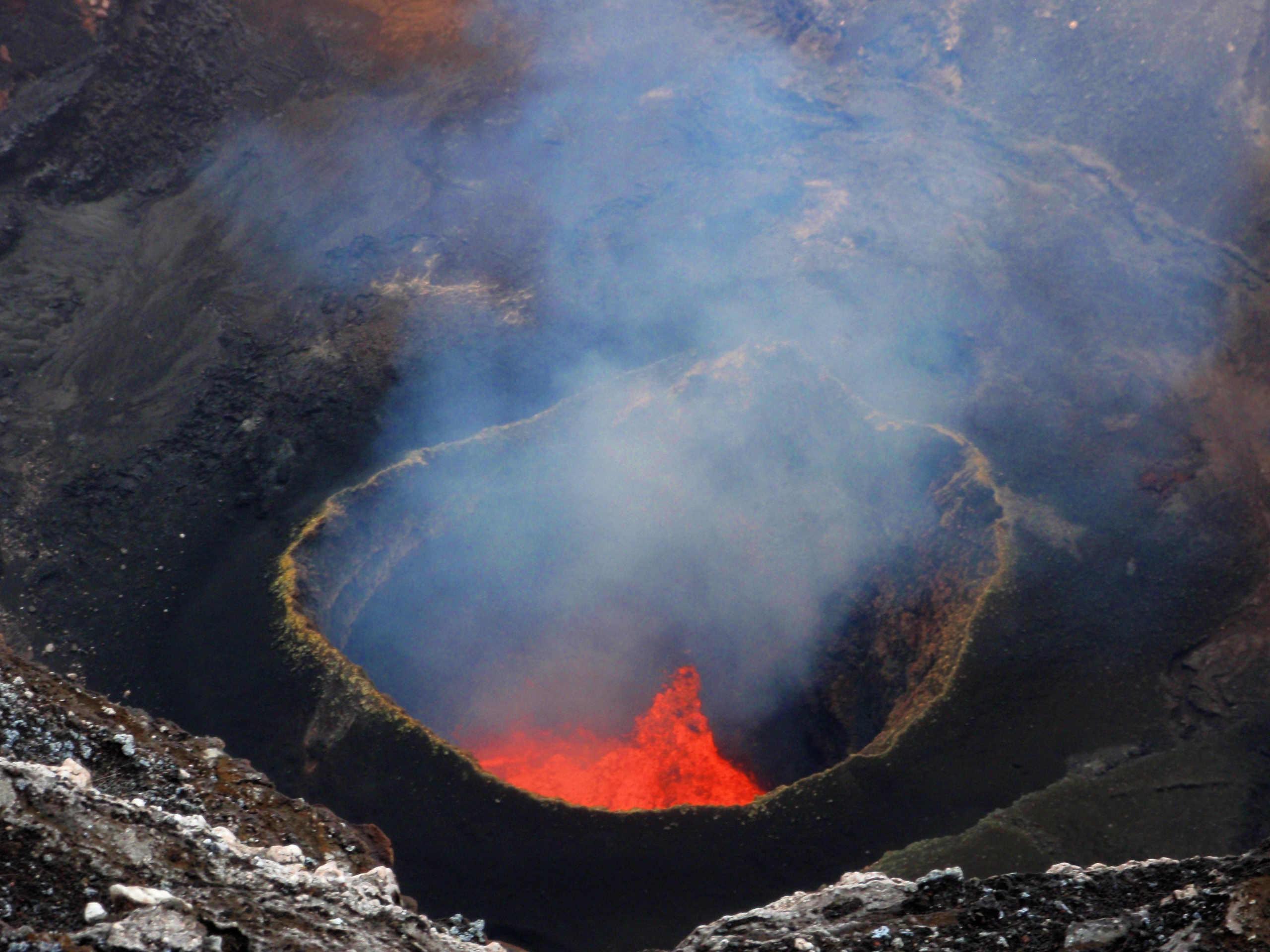
Lávató a Marum kráterben, 2009. szeptember
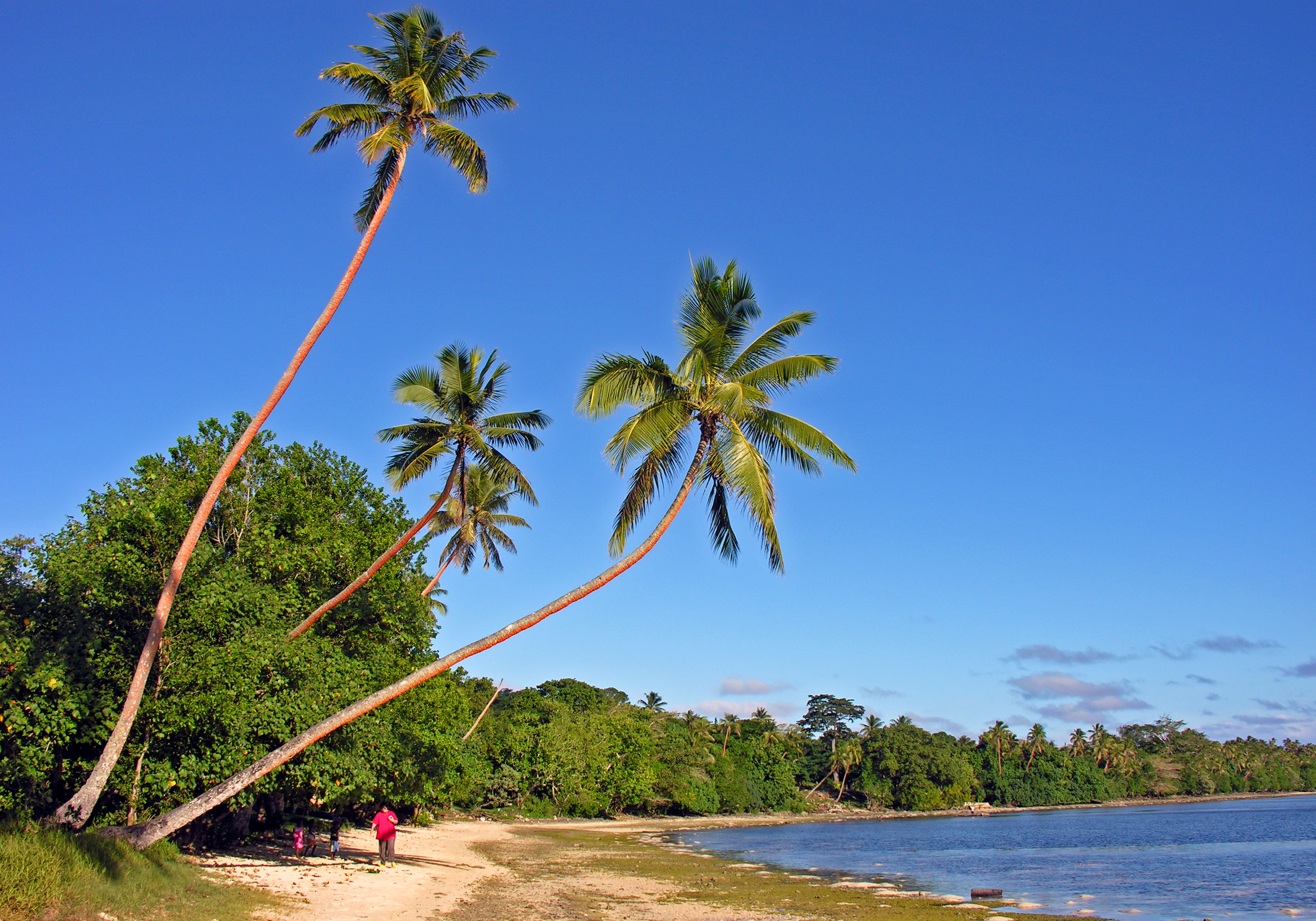
Erakor Beach, Éfaté
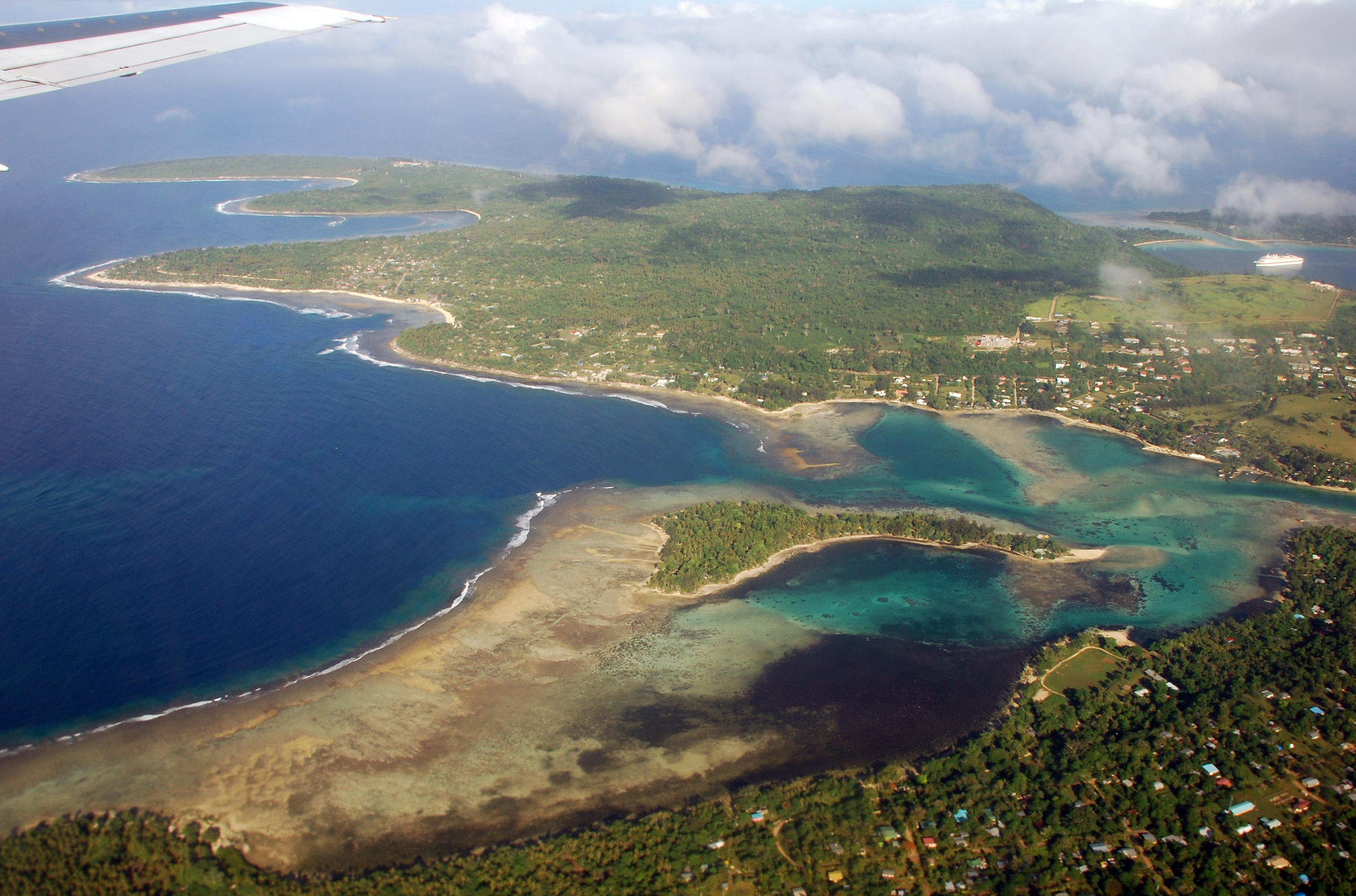
Turisztikai létesítmények és korallzátony Erakorban, Efate
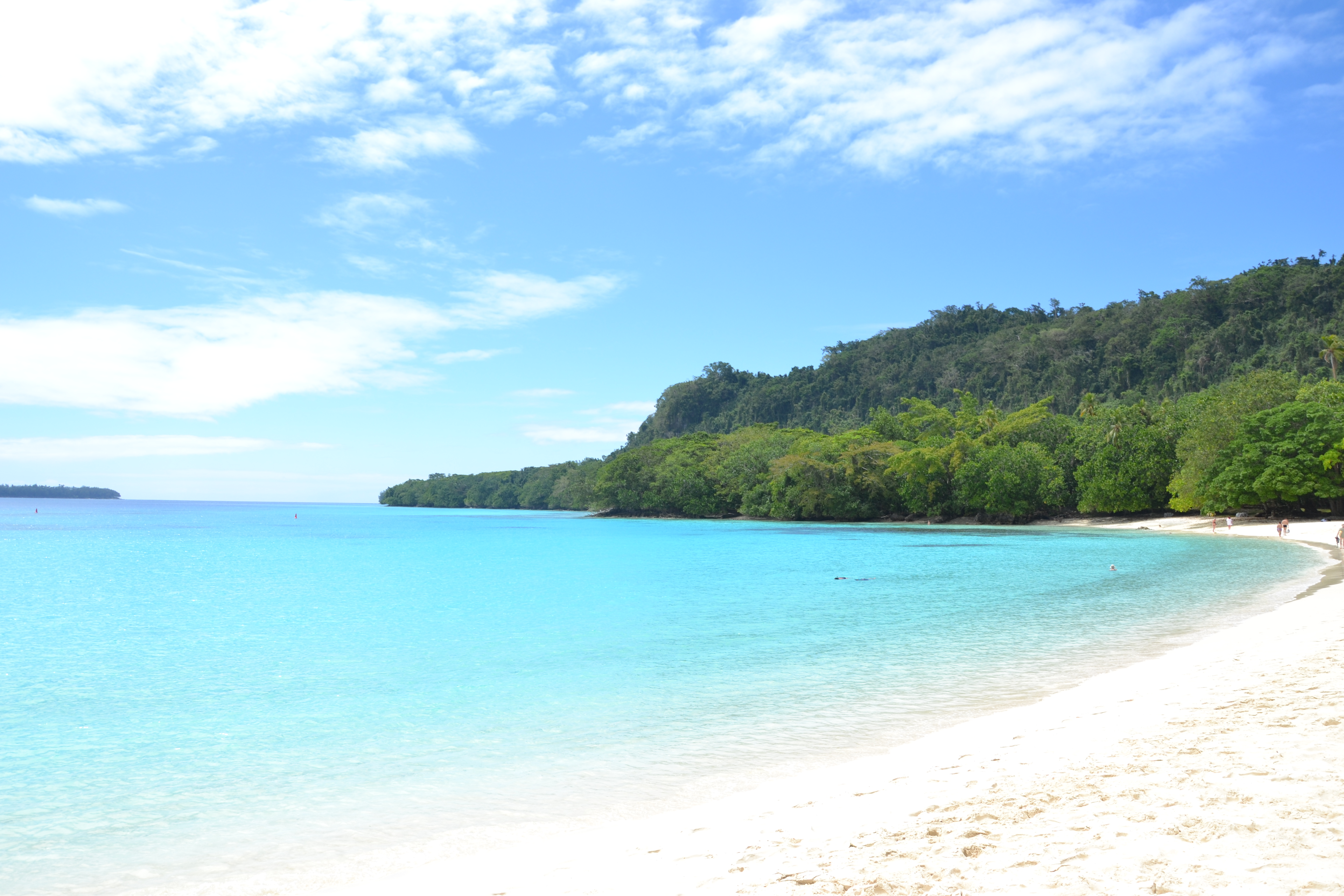
Strand az Espiritu Santo-n.
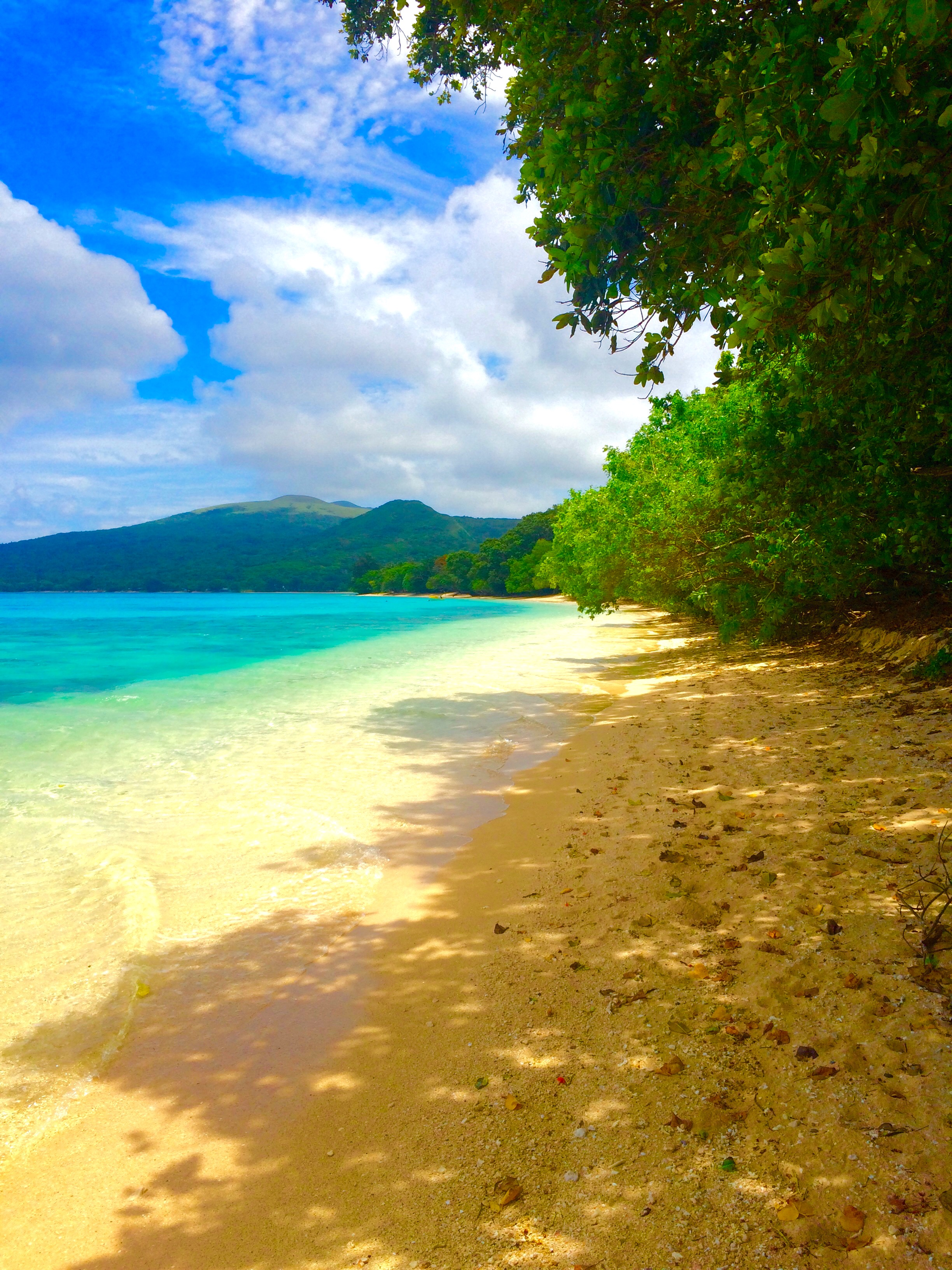
Tengerpart a Pele-szigeten
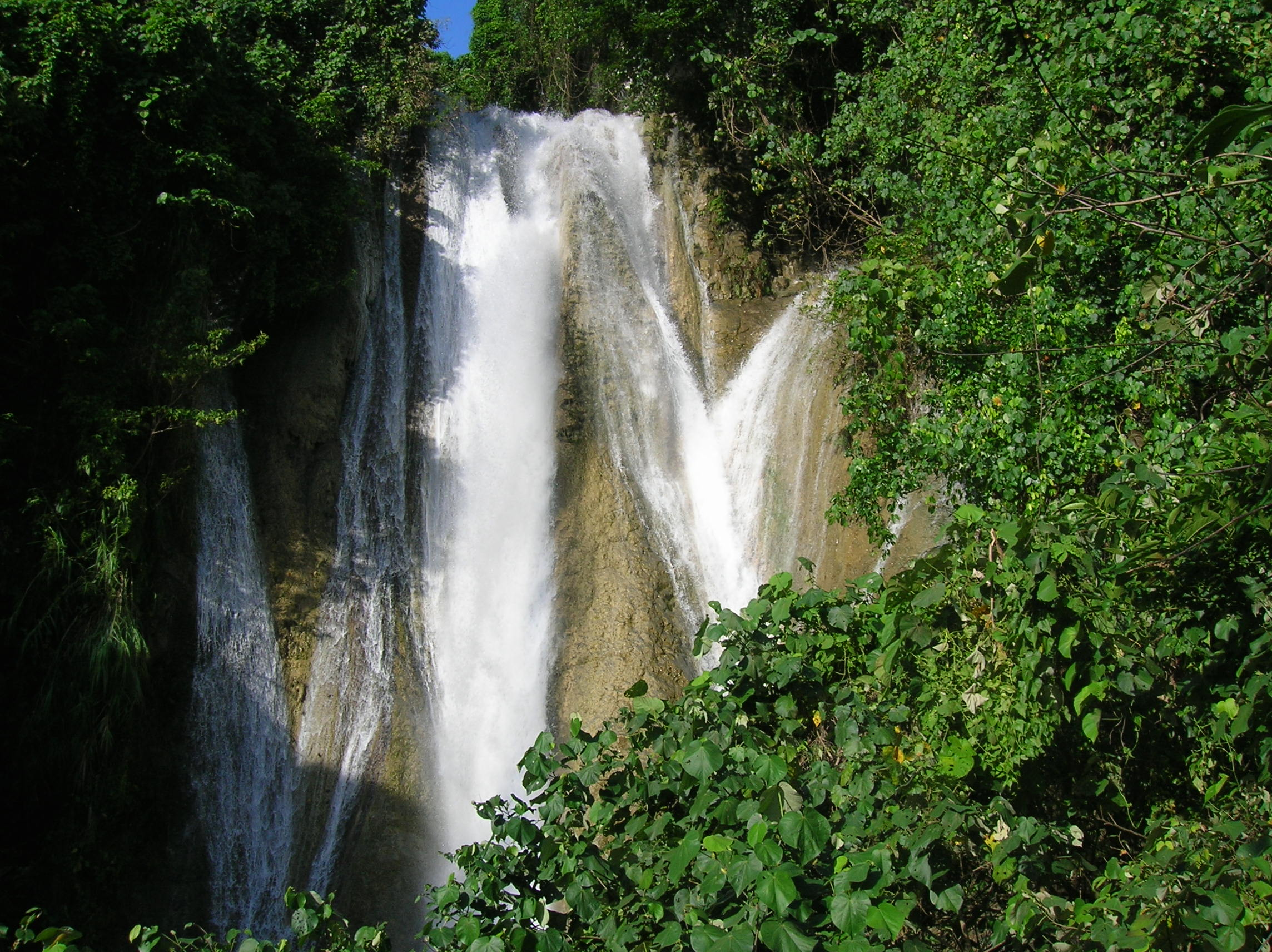
Vanuu-vízesés (Pünkösd-sziget)

## Sport
Az óceániai szokásokkal ellentétben Vanuatuban nem a rögbi, hanem a labdarúgás a legnépszerűbb sportág. 1988 óta tagja a FIFA szervezetének.
A nők a röplabda és a labdarúgás mellett szintén sokszor nyúlnak a tojáslabdához.

## Érdekességek
Itt forgatták a Survivor sorozat 9. évadját. Ennél azonban érdekesebb, hogy a bungee jumping őse, a "land-diving" (helyi nyelven: naghol) innen, egészen pontosan a Pünkösd-sziget (Pentecost Island) őslakóitól származik. Eredetileg az ugrás nem látványosság volt, hanem a jamgyökér ültetéséhez kapcsolódó fontos szertartás. 10-15 méter magas, enyhén előre dőlő tornyokat emelnek, erről ugranak a férfiak, néha több tucatnyian is egy nap. A szertartást természetesen zene, tánc és különféle áldozatok, rituálék kísérik.
Gumikötél helyett szőlőindákból sodorják a kötelet, melynek rugalmassága és hosszúsága igen fontos, hiszen a zuhanás végén az ugró haja megérinti – és így megtermékenyíti – a földet. Az eredetileg vallási szertartás mára részben turistalátványossággá vált.
A szigetek másik jellemzője a kava, egy növény zúzott gyökerének vízben áztatott leve. Frissítő és egyben nyugtató hatású, szürke, keserű ital. Egy időben exportálták is az Európai Unióba, míg egy gyógyszerészeti szabályozás ki nem szorította. Hagyományosan csak a férfiak itták, rituális jelleggel. Ezek a szabályok mára erősen megkoptak.

## Ünnepek
Nemzeti ünnep: július 30. (a függetlenség napja, 1980)